# Mily Ajo
Mily Ajo (Holguín, 12 de abril de 1986) es una empresaria, artista del maquillaje, influenciadora y música cubana radicada en los Estados Unidos. Especializada en diversas técnicas estéticas, es propietaria de la marca Dermabless, cuyos clientes notables incluyen a Ximena Duque, Giselle Blondet, Aleyda Ortiz, Alina Robert, Karina Banda y Aly Sánchez. En 2022 fue reconocida con el premio Celebrity Beauty Artist de la revista Forbes.

## Biografía

### Inicios
Nacida en Cuba, Ajo inicialmente se desempeñó como flautista y directora coral en una orquesta de su isla natal. Antes de emigrar a los Estados Unidos, vivió durante seis meses en Medellín, Colombia en el año 2012. Allí realizó estudios relacionados con el microblanding y otras técnicas estéticas.
Al llegar a la ciudad de Miami quiso continuar su carrera musical y trabajó como pianista de iglesia y como maestra de música. Paralelamente continuó su formación en estética, ampliando sus conocimientos a otras ramas como la electrólisis médica clínica y los tratamientos con láser.

### Dermabless y actualidad
En 2015 fundó el centro de estética Dermabless Spa, y a través de su cuenta de Facebook Live empezó a compartir videos en vivo de sus procedimientos, lo que progresivamente le valió popularidad entre la comunidad latina en los Estados Unidos. En 2016 estableció Dermabless Boutique, una filial de su compañía en la que ofrece productos de estética de grado médico, y dos años después fundó Dermabless Academy, una escuela de formación que imparte cursos de estética.
En 2021 obtuvo la certificación de Royal Artist, «una de las más importantes para un artista del microblanding», de acuerdo con el portal de noticias MENAFN. En 2022 manifestó que uno de sus proyectos a futuro es generar franquicias de su marca. Ese mismo año lanzó una línea de productos llamada Dermabless Makeup, y fue reconocida con el premio Forbes Celebrity Beauty Artist.
Dentro de sus clientes se incluyen celebridades como Ximena Duque, Aleyda Ortiz, Giselle Blondet, Greidys Gil, Aly Sánchez, Alina Robert y Karina Banda. Igualmente, ha aparecido en programas de variedades de cadenas como Telemundo, EVTV Miami y Mega TV como experta en belleza.